# Norman Finch
Norman Augustus Finch (Birmingham, 26 dicembre 1890 – Portsmouth, 15 marzo 1966) è stato un militare britannico, decorato con la Victoria Cross a vivente durante la prima guerra mondiale.

## Biografia

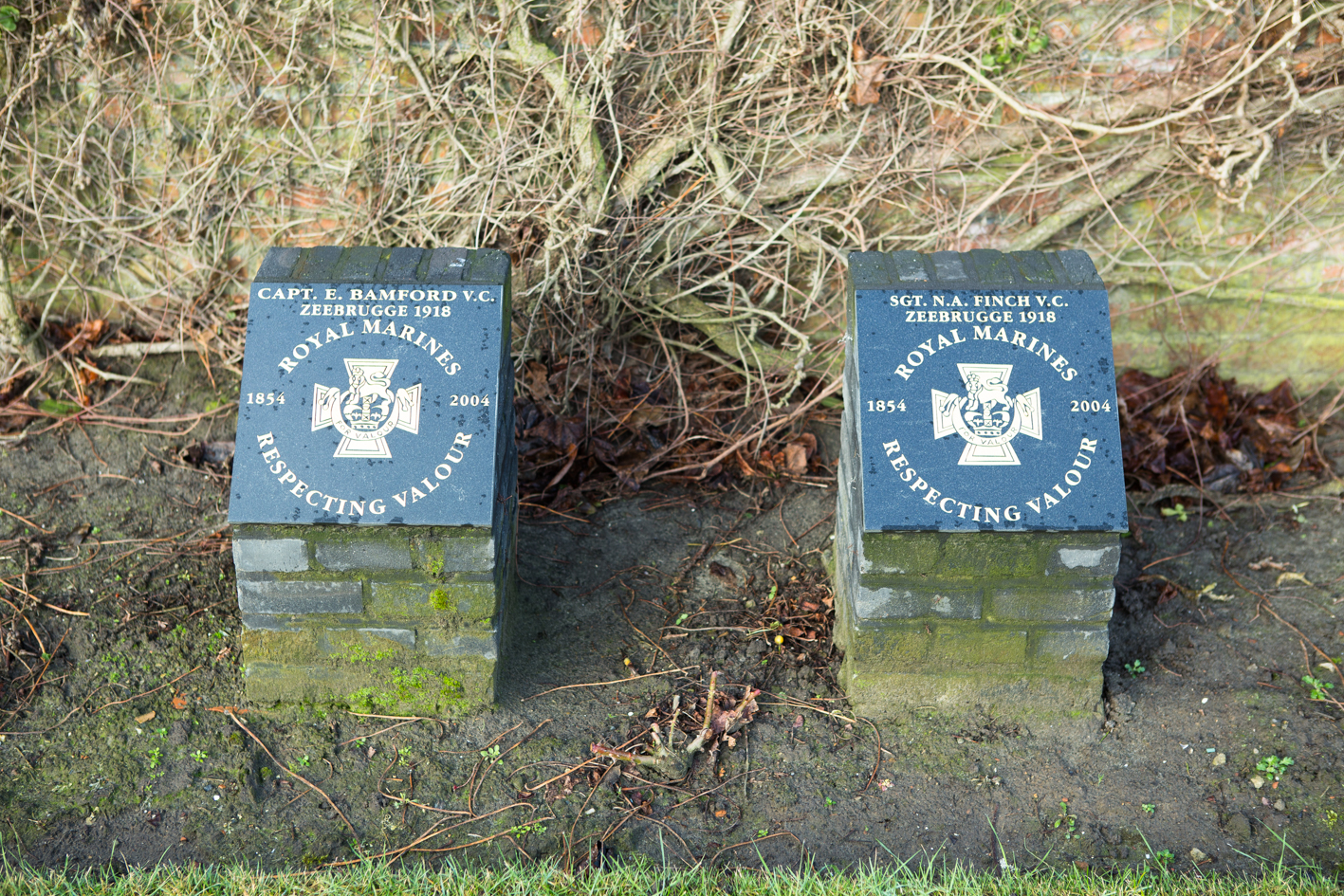
Memoriale dedicato a Edward Bamford e Norman Augustus Finch presso la chiesa di Zeebrugge.

Nacque in Nineveh Road, Handsworth, Birmingham, il 26 dicembre 1890, figlio di Richard William John, di professione postino, e di Emma Amelia Smith. Frequentò la Benson Road Board School, e poi lavorò come tornitore presso l'azienda HW Ward & Co, a Birmingham.  Il 15 gennaio 1908 si arruolò come soldato semplice nella Royal Marine Artillery, completando l'addestramento presso la caserma di  Eastney. Si imbarcò sull'incrociatore protetto Diadem, appartenente alla Home Fleet, il 19 giugno 1909, venendo trasferito sull'incrociatore corazzato Minotaur il 4 dicembre 1910, unità assegnata alla Stazione navale della Cina. Il 26 maggio 1912 si imbarcò sull'incrociatore protetto Spartiate, ritornando poi a Eastney; il 3 dicembre 1912 si imbarcò sull'incrociatore corazzato Antrim come A/Bdr. Il 2 gennaio 1915, in piena prima guerra mondiale, fu promosso caporale, e il 15 marzo 1917 sergente. Durante i tre anni trascorsi sull'Antrim, la nave operò da Rosyth con il Third Cruiser Squadron come nave di bandiera del contrammiraglio William Pakenham.
Il 22 gennaio 1918 fu assegnato all'incrociatore da battaglia Inflexible, e poi richiamato presso il 4° Reggimento dei Royal Marines per operazioni speciali. Tra il 22 e il 23 aprile 1918 partecipò al Raid di Zeebrugge imbarcato sull'incrociatore protetto Vindictive. Per il suo coraggio dimostrato durante l'attacco, dove rimase gravemente ferito, il  23 luglio 1918 fu insignito della Victoria Cross. L'onorificenza gli fu conferita personalmente da re Giorgio V in una apposita cerimonia tenutasi otto giorni dopo a Buckingham Palace, a Londra.
Il 3 aprile 1919 sposò la signorina Elizabeth Jane, figlia di Robert Ross, ingegnere elettrico e e cinque giorni dopo assunse un nuovo incarico come Istruttore di artiglieria per la Difesa Costiera. Nell'agosto successivo fu promosso sergente maggiore, e nel luglio 1921 fu assegnato al 10° Battaglione dei Royal Marines, con il quale prestò servizio per due mesi sull'incrociatore protetto Crescent. Nel settembre 1922 passò all'11° Battaglione che, al comando di Edward Bamford fu schierato per un anno nel Mediterraneo orientale, come parte delle forze inviate a mantenere la pace tra Grecia e Turchia. Promosso sergente quartiermastro di caserma il 23 dicembre 1925, lasciò definitivamente il servizio attivo nel 1929.
Stabilitosi a Southsea con la moglie e il figlio, lavorò come postino e poi fattorino di banca nel North End di Portsmouth. Il giorno di Capodanno del 1931 fu nominato Yeoman of the Guard. Mobilitato brevemente durante la crisi di Monaco del 1938, tornò al suo vecchio incarico di sergente quartiermastro nella Divisione di Portsmouth nell'ottobre del 1939. Prestò servizio nelle unità di base del Corpo per tutta la durata della seconda guerra mondiale, venendo promosso tenente a titolo temporaneo (quartiermastro) il 25 febbraio 1943. Congedato dal servizio attivo il 16 agosto del 1945, tornò al suo lavoro di fattorino di banca. 
Dopo la morte della moglie per cancro, ormai sessantenne, si trasferì in un piccolo appartamento. Visse lì da solo finché, dopo un infarto, fu convinto a trasferirsi da un amico, un altro ex marines, e dalla sua famiglia. Trascorse lì gli ultimi due anni della sua vita con gli Shaw, i cui figli lo soprannominarono "Flump". Morì al St, Mary's Hospital di Milton, Portsmouth, il 15 marzo 1966 e fu cremato al Portchester Crematorium sei giorni dopo. Le sue medaglie sono  esposte al Royal Marines Museum di Southsea, Hampshire.

## Onorificenze

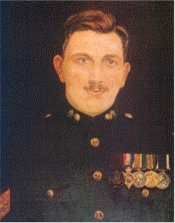
Norman Augustus Finch con le sue decorazioni.